# Debenhams Ireland
Debenhams Ireland was een nationale warenhuisketen in Ierland, die eigendom was van Debenhams plc. De keten was grotendeels gebouwd op winkels van de voormalige Roches Store-keten, waarbij de supermarkten waren afgestoten.

## Geschiedenis

### Roches Stores (1901-2007)
Debenhams Ireland vindt zijn oorsprong in Roches Stores, een bedrijf opgericht in Cork in 1901 door William Roche. Als kleine meubelwinkel groeide de keten uit tot een nationale warenhuisketen met elf filialen. Op hun hoogtepunt hadden acht van de filialen ook een supermarkt. In 1999 begon Roches Stores met het afstoten van de supermarkten en verhuurde zijn winkels aan SuperValu, waarvan er sommige al na enkele maanden werden sloten. In oktober 2007 stopte Roches Stores met de exploitatie van de warenhuizen.

### Debenhams (1996-2007)
Het Britse Debenhams betrad de Ierse markt in 1996 met de opening van een warenhuis van het Jervis Shopping Centre als ankerhuurder. Daarna volgde een tweede winkel als ankerhuurder in het Mahon Point Shopping Centre in 2005 

### Debenhams Ireland (2007-2020)
Op 8 augustus 2006 werd aangekondigd dat Debenhams de huurovereenkomsten van negen van de elf Roches Stores zou overnemen voor € 29 miljoen. Volgens de deal zouden de winkels, inclusief die in St. Patrick's Street in Cork en Henry Street in Dublin, omgedoopt worden tot Debenhams-winkels. De familie Roche behield het eigendom van de winkels en Debenhams werd de nieuwe huurder. Marks & Spencer zou het filiaal in Wilton overnemen, maar die deal ging niet door vanwege een geschil over de huur met de eigenaren van het centrum. De elfde winkel, in het Nutgrove Shopping Centre in Dublin, werd gesloten.
Vanwege de slechte verkopen kondigde Debenhams Retail (Ierland) in januari 2010 aan dat het 170 banen zou schrappen in zijn winkels in Ierland. 
In november 2010 werd de webshop Debenhams.ie geïntroduceerd.
Op 12 mei 2016 vroeg Debenhams Ireland uitstel van betaling aan, dat op 19 augustus 2016 met succes kon worden opgeheven. 
Op 9 april 2019 maakte het in het Verenigd Koninkrijk gevestigde moederbedrijf bekend dat het uitstel van betaling had aangevraagd.  Op 26 april 2019 bevestigde Debenhams Ireland aan klanten dat het onder een ‘nieuwe managementstructuur’ viel en dat het bedrijf Debenhams Ireland Ltd (inclusief de winkels in Noord-Ierland) niet zou worden geraakt door het uitstel van betaling van Debenhams in het Verenigd Koninkrijk. 
Het moederbedrijf ging op 6 april 2020 opnieuw failliet. Op 9 april 2020 bevestigde Debenhams Ireland aan zijn werknemers dat het bedrijf niet langer actief zou zijn in Ierland. Er werd aangekondigd dat de winkels na de beperkingen als gevolg vabn de coronapandemie niet zouden heropenen vanwege de dreigende onzekere economische omstandigheden in Ierland. Het bedrijf zou in de week van 13 april 2020 de liquidatieaanvraag indienen. Ondanks pogingen om Debenhams in Ierland in 2016 te redden door het af te scheiden van Debenhans in het Verenigd Koninkrijk, waren de pogingen om het Ierse bedrijf te behouden niet succesvol geweest. De sluiting van de winkels in Ierland resulteerde in het verlies van 1.400 directe banen en nog eens 700 concessiegerelateerde banen. De website debenhams.ie bleef actief tot december 2020, toen het bedrijf deze stopzette vanwege onzekerheden over de Brexit en handelsregels.

## Sluiting van winkels
In april 2020, toen het moederbedrijf failliet ging, werd aangekondigd dat de winkels van Debenhams Ireland – die al tijdelijk gesloten waren vanwege de coronapandemie – permanent gesloten zouden blijven.
Winkels die permanent gesloten zijn, zijn onder meer:
- Blackrock (Dublin) (voorheen Roches Stores Blackrock)
- Blanchardstown (voorheen Roches Stores Blanchardstown)
- Kurk (Mahon-point)
- Cork (St. Patrick's Street) (voorheen Roches Stores Cork)
- Dublin (Henry Street) (voorheen Roches Stores Dublin)
- Galway (voorheen Roches Stores Galway)
- Limerick (voorheen Roches Stores Limerick)
- Newbridge
- Tallaght (voorheen Roches Stores Tallaght)
- Tralee (voorheen Roches Stores Tralee)
- Waterford (voorheen Roches Stores Waterford)

De oudste winkel, in St Patrick's Street in Cork, was al meer dan 100 jaar op die locatie actief.
Sinds de sluitingen in april hebben werknemers geprotesteerd en voorkomen dat de voorraad uit alle elf winkels werd weggehaald om de collectief overeengekomen ontslagvergoedingen veilig te stellen.